# Loprazolam
Loprazolam é uma substância utilizada como medicamento pertencente ao grupo e sub-grupos:
- Medicamentos Sistema nervoso central
  - Psicofármacos
    - Ansiolíticos,  sedativos e hipnóticos
      - Benzodiazepinas

## Indicações
- Insônia (Só para tratamento de curto prazo).[1]

## Reacções adversas
- Sonolência.
- Descoordenação motora.
- Alterações gastro-intestinais.
- Diarreia.
- Vómitos.
- Alterações do apetite.
- Alterações visuais.
- Irregularidades cardiovasculares.
- Alteração da memória.
- Confusão.
- Depressão.
- Vertigem.
- O seu uso prolongado pode causar dependência e síndrome de abstinência quando a medicação é interrompida.

## Contra indicações e precauções
- As doses devem ser reduzidas nos idosos.[2]
- Deve ser administrado com cuidado em doentes com miastenia grave ou insuficiência respiratória ou com apneia do sono.
- Não deve ser administrado a doentes com porfiria.

## Interacções
Deve ser evitado o uso concomitante de álcool e medicamentos depressores do Sistema Nervoso Central.

## Farmacocinética
- Loprazolam atravessa a barreira placentária e aparece em pequenas doses no leite materno.

## Excreção
- Loprazolam é excretado pela urina, assim como os seus metabolitos.

## Classificação
- MSRM
- ATC - N05CD11
- CAS
  - Loprazolam - 61197-73-7
  - Mesilato anidro de loprazolam - 70111-54-5